# Tallinns universitet
Ej att förväxla med Tallinns tekniska universitet.
Tallinns universitet, estniska: Tallinna Ülikool (TLÜ) är ett statligt universitet i Tallinn. Universitetet grundades 2005 genom sammanslagning av flera högskolor i Tallinn och är ett av Estlands tre stora statliga lärosäten. Utbildning bedrivs främst inom humaniora, juridik och samhällsvetenskap, men universitetet har även ett ökande antal naturvetenskapliga och medicinska utbildningsinriktningar. Huvudbyggnaden vid Narva maantee i stadsdelen Sadama ritades av Alar Kotli och Erika Nõva och uppfördes 1938–1940 som byggnad för det dåvarande pedagogiska universitetet i Tallinn.

## Historia
Universitetets första föregångare, lärarseminariet i Tallinn, grundades 1919. Det nuvarande universitetet bildades 2005 genom sammanslagning av flera äldre institut och högskolor, bland dessa: Estlands akademiska bibliotek (grundat 1946), Baltiska film- och mediaskolan (1992/1997), Estniska institutet för humaniora (1988), Historiska institutet (1946) och Tallinns pedagogiska universitet (1919 med omorganisationer 1952 och 1992). År 2015 genomgick universitetet en större strukturell omorganisation där det tidigare 20-talet institutioner centraliserades inom sex fakulteter.